# 취랩
취랩 (본명 김대룡, 1976년 5월 19일 -)은 대한민국의 언더힙합 가수로서 1998년 Dope Boy 패거리 크루를 이끌었었고, 1999년 진Dope이라는 이름으로 그룹 돕보이즈(Dope Boys)를 결성해 활동했었다. 2009년 9월 11일 1집 앨범 '증오에서 삶으로 LP'를 발매했다. 취랩은 실제로 조직폭력배 생활을 했었고 수감된 이력이 있어서 데뷔 당시부터 화제가 되었다. 본인은 '그래서 어두운 과거를 굳이 숨기지 않았다. 모든 걸 공개하고 떳떳하게 내가 변화해 가는 모습을 보여주고 싶다'면서 과거 이력을 숨기지 않았다고 스스로 밝혔다. MC명 '취랩'은 수감시절 취사장에서 일하면서 랩을 했기 때문에 동료 재소자들이 붙여준 별명인 '취사장 랩퍼'의 줄임말이라고 한다.

## 생애
취랩은 중학교 시절부터 힙합에 빠졌고, 고등학교 2학년 때에는 경기도 동두천의 한 미군부대 인근에서 DJ생활도 했다. 그 후 서울 홍익대 인근 클럽가에서 래퍼로 활동했다. 2000년에는 그룹 '정키 앤 돕보이즈'에서 활동하기도 했다. 그 무렵 조직폭력단에도 잠깐 발을 들여놓게 됐다. 그 후 2년 3개월간 수감생활을 했다. 어려서 부모님이 이혼하신 뒤, 할머니가 취랩과 그의 여동생 두 명을 키웠다. 당시 할머니는 무척 개방적인 분이셔서 여자, 친구, 음악 등 정말 많은 이야기를 할머니와 나눴다고 한다. 그 후 취랩이 수감되기 전에는 할머니에게 중국 간다고 하고 교도소에 들어갔는데, 그 후 뇌출혈로 쓰러지셨던 할머니가 돌아가시고 난 뒤 1년이 지나서야 임종 사실을 알게 되었다고 한다. 할머니에 대한 사랑을 표현하기 위해서 '이터널 러브 포 그랜드마(Eternal LUV 4 Grand Ma)'라는 곡을 만들었다고 한다.
수감 생활 도중 함석헌의 글을 읽고 그의 씨알 사상에 영향을 받았고 함석헌의 글이 '힙합 그 자체'라고 평하기도 했다. 힘은 없지만 하루하루를 열심히 사는 민초를 의미하는 '씨알'이란 의미를 기리고자 취랩은 출감후에 레이블 이름을 '씨알 레코드'라고 짓고 힙합크루의 이름도 '씨알'이라고 지었다. 그리고 수감 생활 틈틈이 썼던 약 100곡의 랩 가사에 비트를 넣고 온전한 힙합곡으로 다듬었다. 수감 생활 이전에 함께 음악을 했던 MC 스나이퍼의 도움으로 데뷔 앨범을 발표했다.
현재 민중의소리에서 라디오를 진행 중인데,첫회 게스트로 MC스나이퍼가 출연해 모두를 놀래켰다.

## 발표 앨범
- 2009년 9월 11일 1집 <<증오에서 삶으로 LP>>
- 2013년 6월 29일 싱글 <<Not In Stock Part.3>> (With 가리온)